# Башир Бхола Бхала
Мухаммад Башир Бхола Бхала (англ. Muhammad Bashir Bhola Bhala; нар. 20 січня 1971) — пакистанський борець вільного стилю, дворазовий бронзовий призер чемпіонатів Співдружності, бронзовий призер Ігор Співдружності, дворазовий чемпіон та срібний призер Південноазійських ігор, учасник Олімпійських ігор.

## Життєпис
Боротьбою почав займатися з 1981 року.

## Спортивні результати на міжнародних змаганнях

### Виступи на Олімпіадах
| Змагання                    | Збірна   | Вагова категорія          | Місце |
| --------------------------- | -------- | ------------------------- | ----- |
| Літні Олімпійські ігри 1996 | Пакистан | вільна боротьба, до 90 кг | 16    |

### Виступи на Чемпіонатах Азії
| Змагання                       | Збірна   | Вагова категорія          | Місце |
| ------------------------------ | -------- | ------------------------- | ----- |
| Чемпіонат Азії з боротьби 1992 | Пакистан | вільна боротьба, до 82 кг | 6     |
| Чемпіонат Азії з боротьби 2000 | Пакистан | вільна боротьба, до 97 кг | 4     |

### Виступи на Азійських іграх
| Змагання           | Збірна   | Вагова категорія           | Місце |
| ------------------ | -------- | -------------------------- | ----- |
| Азійські ігри 1994 | Пакистан | вільна боротьба, до 82 кг  | 6     |
| Азійські ігри 2006 | Пакистан | вільна боротьба, до 120 кг | 7     |

### Виступи на Південноазійських іграх
| Змагання                   | Збірна   | Вагова категорія           | Місце  |
| -------------------------- | -------- | -------------------------- | ------ |
| Південноазійські ігри 1993 | Пакистан | вільна боротьба, до 82 кг  | Золото |
| Південноазійські ігри 1999 | Пакистан | вільна боротьба, до 130 кг | Золото |
| Південноазійські ігри 2004 | Пакистан | вільна боротьба, до 120 кг | Срібло |

### Виступи на Чемпіонатах Співдружності
| Змагання                                | Збірна   | Вагова категорія           | Місце  |
| --------------------------------------- | -------- | -------------------------- | ------ |
| Чемпіонат Співдружності з боротьби 1993 | Пакистан | вільна боротьба, до 82 кг  | Бронза |
| Чемпіонат Співдружності з боротьби 2005 | Пакистан | вільна боротьба, до 120 кг | Бронза |

### Виступи на Іграх Співдружності
| Змагання                | Збірна   | Вагова категорія          | Місце  |
| ----------------------- | -------- | ------------------------- | ------ |
| Ігри Співдружності 1994 | Пакистан | вільна боротьба, до 82 кг | Бронза |
| Ігри Співдружності 2002 | Пакистан | вільна боротьба, до 96 кг | 4      |